# آسکل
آسکل (انگلیسی: Askoll) شرکت خودروسازی ایتالیایی است، که در سال ۲۰۱۴ تأسیس شده است.